# 威廉斯堡火藥事件
威廉斯堡火药事件（The Gunpowder Incident 或 Gunpowder Affair）是一场发生在美国独立战争初期的冲突。事件中对立的双方为时任弗吉尼亚总督邓莫尔勋爵约翰·默里（John Murray, 4th Earl of Dunmore）和由帕特里克·亨利所领导的北美民兵。

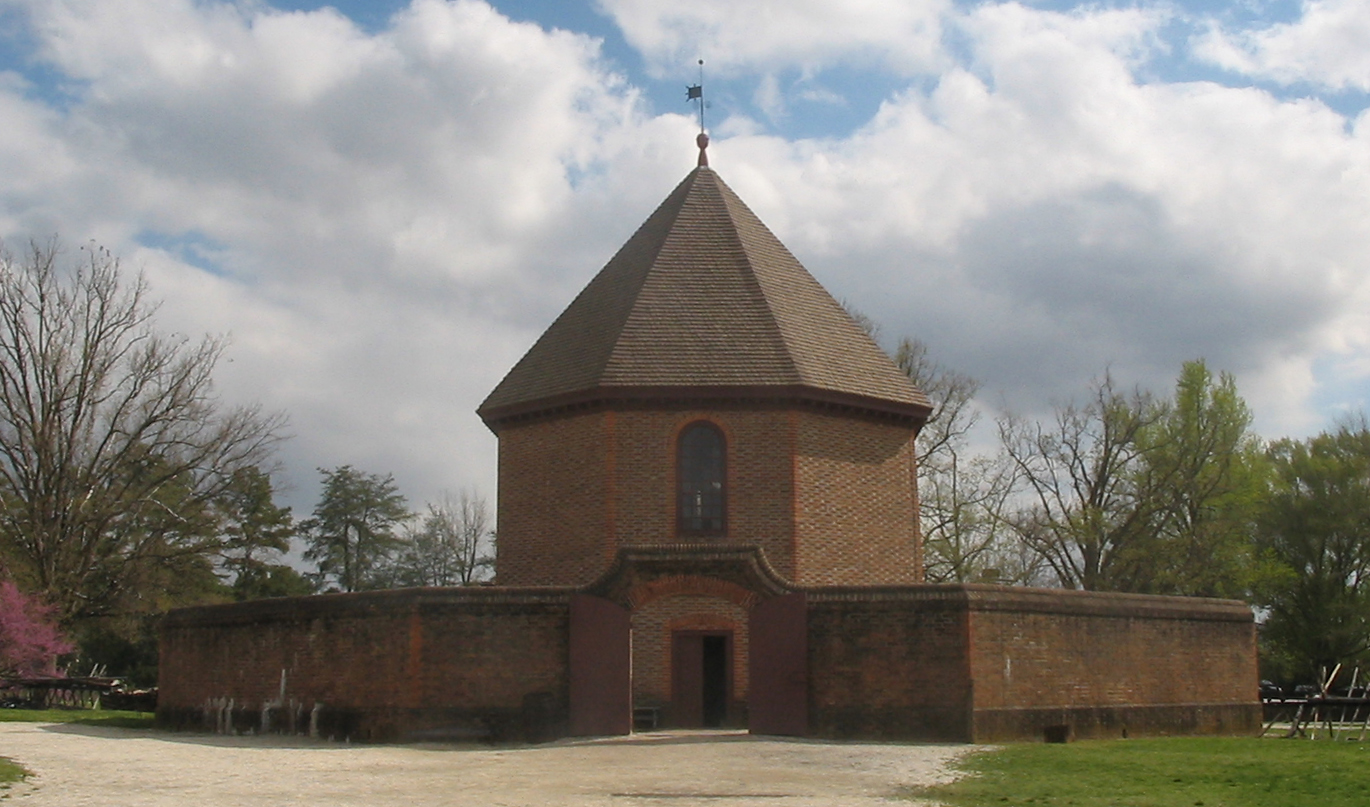
威廉斯堡火药库（即事件发生地）

火药事件发生在1775年4月20日，即列克星敦战役爆发后的翌日。战况尚未传达到弗吉尼亚时，邓莫尔勋爵便下令将贮存在威廉斯堡火药库的火药移送至皇家海军的军舰上。总督此举在当地引发了不安情绪，弗吉尼亚各地的民兵随即开始集聚。帕特里克·亨利带领一小队民兵向威廉斯堡开进，并试图夺回火药。事件最终以总督偿付330英镑予亨利和平结束。然而，邓莫尔勋爵出于对自身安危的担忧，事后逃离了弗吉尼亚。

## 背景
英属北美殖民地的紧张局势伊始于1774年，时值英国议会通过一系列统称为《不可容忍法案》（Intolerable Acts）的殖民地法案。各殖民地为支持因波士顿倾茶事件而被英国孤立的马萨诸塞殖民地，于1774年9月召开第一次大陆会议。首次会议召开期间，便传来马萨诸塞民兵起事的消息，史称“火药危机”。事件始于 9月初，英军上将暨马萨诸塞总督托马斯·盖奇下令从查尔斯顿（在今马萨诸塞的萨默维尔）的一处火药库中移出火药，新英格兰各地民兵闻及此事，误认为冲突爆发，便旋即集结在事发地。该事件直接导致大陆会议呼吁各殖民地组织民兵武装以自保。事件的另一影响为时任殖民地事务大臣的达特茅斯公爵（William Legge, 2nd Earl of Dartmouth）建议各殖民地总督严控民兵的物资补充，并禁止火药的进口。
1775年年初，弗吉尼亚民兵开始集结，并预备收集军事物资（例如武器、弹药及火药）用以加强装备。目睹此情状，弗吉尼亚总督邓莫尔勋爵决定解除民兵的武装。直至1775年3月23日第二次弗吉尼亚会议（会上帕特里克·亨利发表‘不自由，毋宁死’的著名演说）后，邓莫尔勋爵方才认为“有需要将部分火药从火药库中移出。”尽管英军部队从1774年马萨诸塞火药危机之后便已撤出弗吉尼亚，然而切萨皮克湾仍驻有数艘皇家海军军舰。4月19日，邓莫尔勋爵暗地里指挥一队水手进入威廉斯堡并驻扎在总督府内。总督随即下令皇家海军抹大拉号（HMS Magdalen）指挥官、海军上校亨利·柯林斯（Henry Collins）将火药从威廉斯堡的火药库中悉数移出。

## 事件过程
1775年4月20日晚，一队皇家海军的水手前往威廉斯堡火药库，从那里装了15个小桶的火药并用总督的货运马车运往四分径（Quarter Path Road）的最东端以待装上停泊在詹姆斯河上的皇家海军抹大拉号（HMS Magdalen）。然而，此举被居民察觉，警报随即被拉响。当地民兵很快集结在火药库周围，而消息也通过马背传遍了殖民地。而出于警觉，邓莫尔勋爵预先为其仆役配发了火枪。如此紧张情势之下，唯时任弗吉尼亚议会议长的佩顿·兰道夫（Peyton Randolph）发言安抚民心，方才阻止了民兵攻入总督府。市议会认定火药属殖民地而非英国皇室财产，要求总督归还火药。对此，邓莫尔勋爵为其行为抗辩，声称移走火药是为阻止其被据称有意起事的奴隶抢夺。总督亦声明会将火药还回火药库。此番言论似乎得到群众的认可，故人群和平散去。

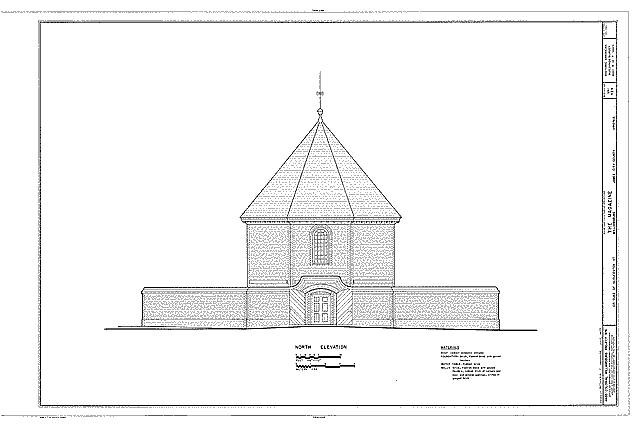
威廉斯堡火药库外观图

然而，不安情绪依旧充斥威廉斯堡，并迅速扩散至附近的乡野。当某些爱国者领袖据称解散了第二次集会之后，怒不可遏的总督在4月22日警告民众：如果总督府遭到袭击，他会释放奴隶并誓将威廉斯堡夷为平地。总督另行告知市议会议员他以往曾会捍卫弗吉尼亚，但他亦能让弗吉尼亚人知晓他能竭尽全力摧毁它。4月29日，附近乡村动员的民兵得知列克星敦战役的战讯。接近700人聚集在弗雷德里克堡等候威廉斯堡情势的消息，以便决定是否前往首府。佩顿·兰道夫不建议动用武力，时任民兵首领的乔治·华盛顿亦表示赞同。随后，弗雷德里克堡民兵投票决议。主和派以微弱优势取胜，故行军未能成行。然而，弗吉尼亚其余各地的民兵仍向威廉斯堡进发。由帕特里克·亨利领导的汉诺威郡民兵于5月2日投票决定前往威廉斯堡。亨利另行派遣了一队民兵前往皇家税吏理查德·科尔宾（Richard Corbin）的宅邸胁迫其从税收中拨款偿付损失的火药费用。剩余约150名民兵于5月3日抵达距威廉斯堡约15英里（24千米）处待命。是日，邓莫尔全家逃离总督府前往约克河边的狩猎小屋波多倍罗（Porto Bello），并由之抵达停泊在河上的皇家海军弗伊号（HMS Fowey）。

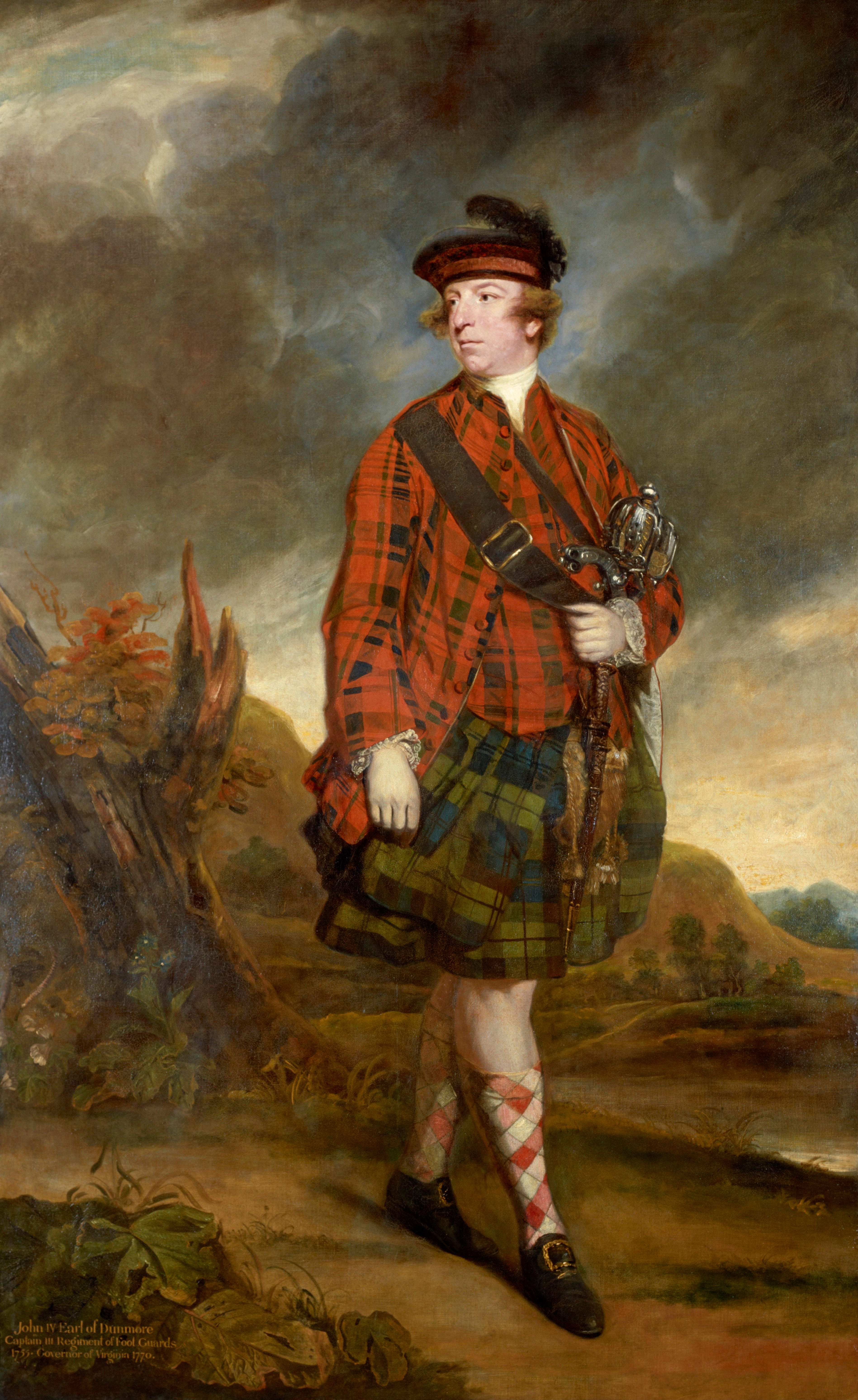
约翰·默里，第四代邓莫尔勋爵

科尔宾当日亦不在家中，而在威廉斯堡与邓莫尔勋爵会面。受弗吉尼亚议会议员卡特·布拉克斯顿的建议（此人同时是科尔宾的女婿），帕特里克·亨利按兵不动，等待布拉克斯顿进城商讨补偿金额。翌日，亨利得到一张面额330镑的汇票。该汇票由一位富有的种植园主签出，用以补偿损失的火药（亨利拒绝了直接由政府发出的补偿金）。事毕，亨利即出发前往参加第二次大陆会议，许诺将收讫的赔偿悉数交予与会的弗吉尼亚代表。5月6日，总督宣布将以敲诈勒索330镑的罪行起诉亨利，并下令禁止任何居民以任何形式协助亨利。纵然如此，亨利仍得到了数个郡的庇护，并被民兵团体一路护送到马里兰边境并由之前往费城参加大陆会议。

## 事件影响
火药事件使帕特里克·亨利声名大噪，同时亦削弱了邓莫尔勋爵的威信。尽管邓莫尔一家于5月12日暂时回到威廉斯堡以表善意，但总督与议会之间的关系却持续恶化。6月8日，邓莫尔勋爵偕同其家人在半夜逃离了总督府，并暂避于弗伊号舰上。弗吉尼亚议会此前一直在商议由诺斯内阁提出的《和解决议》（Conciliatory Resolution），总督的逃离让议会决定否决该决议案。
邓莫尔勋爵依旧竭力试图夺回对殖民地的控制权。然而是年12月英军在大桥战役（Battle of Great Bridge）遭受决定性失败之后，邓莫尔仅能借助于零散的突袭行动，并最终于1776年8月放弃弗吉尼亚。政府职务由1775年第三次弗吉尼亚会议选出的安全委员会代理，帕特里克·亨利于1776年7月成为独立后的首位州长。

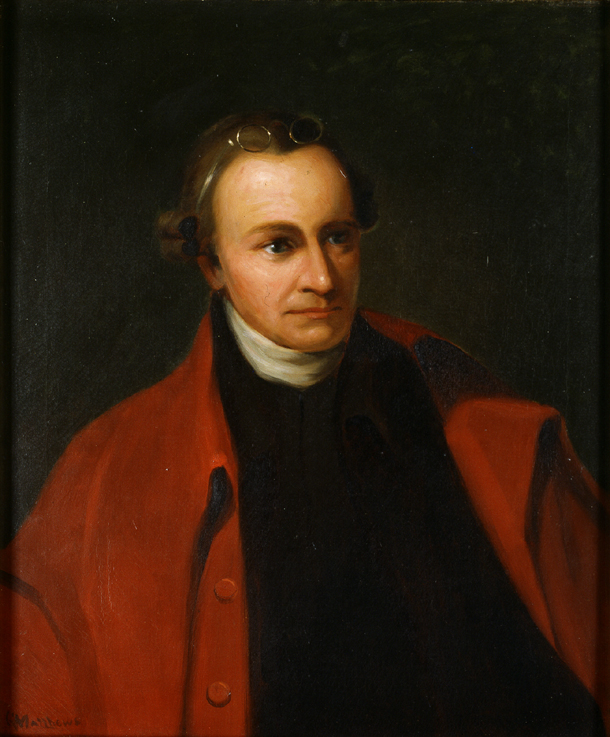
帕特里克·亨利肖像（1891年绘制）